# Landkreis Böblingen
Landkreis Böblingen is een Landkreis in de Duitse deelstaat Baden-Württemberg. Op 31 december 2020 telde de Landkreis 392.898 inwoners op een oppervlakte van 617,83 km². Kreisstadt is de gelijknamige stad.

## Steden en gemeenten
De volgende steden en gemeenten liggen in Böblingen:
| Steden | Gemeenten |
| --- | --- |
| 1. Böblingen 2. Herrenberg 3. Holzgerlingen 4. Leonberg 5. Renningen 6. Sindelfingen 7. Waldenbuch 8. Weil der Stadt | 1. Aidlingen 2. Altdorf 3. Bondorf 4. Deckenpfronn 5. Ehningen 6. Gärtringen 7. Gäufelden 8. Grafenau 9. Hildrizhausen 10. Jettingen 11. Magstadt 12. Mötzingen 13. Nufringen 14. Rutesheim 15. Schönaich 16. Steinenbronn 17. Weil im Schönbuch 18. Weissach |

## Samenwerkingsverbanden
De samenwerkingsverbanden in het district hebben twee verschillende namen, namelijk:
- Vereinbarte Verwaltungsgemeinschaften
- Gemeindeverwaltungsverbände

De zwakkere van die twee is de Vereinbarte Verwaltungsgemeinschaft. Bij deze vorm van samenwerking worden de minimale wettelijke taken toebedeeld aan de 'vervullende gemeente'. De term 'vervullende gemeente' wil zeggen de gemeente die de wettelijke taken uitvoert voor het samenwerkingsverband.
De Verwaltungsgemeinschaft is:
- Herrenberg (Deckenpfronn, Herrenberg, Nufringen)

De Gemeindeverwaltungsverbände zijn:
- Aidlingen/Grafenau (Aidlingen, Grafenau)
- Gärtringen/Ehningen (Gärtringen, Ehningen)
- Holzgerlingen (Altdorf bei Böblingen, Hildrizhausen, Holzgerlingen)
- Oberes Gäu (Bondorf, Gäufelden, Jettingen, Mötzingen)
- Waldenbuch-Steinenbronn (Steinenbronn, Waldenbuch)

Alb-Donau-Kreis · Baden-Baden · Biberach · Bodenseekreis · Böblingen · Breisgau-Hochschwarzwald · Calw · Emmendingen · Enzkreis · Esslingen · Freiburg im Breisgau · Freudenstadt · Göppingen · Heidelberg · Heidenheim · Heilbronn (stad) · Landkreis Heilbronn · Hohenlohe · Karlsruhe (stad) · Landkreis Karlsruhe · Konstanz · Lörrach · Ludwigsburg · Main-Tauber-Kreis  · Mannheim · Neckar-Odenwald-Kreis · Ortenaukreis · Ostalbkreis · Pforzheim · Rastatt · Ravensburg · Rems-Murr-Kreis · Reutlingen · Rhein-Neckar-Kreis · Rottweil · Schwäbisch Hall · Schwarzwald-Baar-Kreis · Sigmaringen · Stuttgart · Tübingen · Tuttlingen · Ulm · Waldshut · Zollernalbkreis
Aidlingen ·
Altdorf ·
Böblingen ·
Bondorf ·
Deckenpfronn ·
Ehningen ·
Gärtringen · 
Gäufelden ·
Grafenau ·
Herrenberg ·
Hildrizhausen ·
Holzgerlingen ·
Jettingen ·
Leonberg ·
Magstadt ·
Mötzingen ·
Nufringen ·
Renningen ·
Rutesheim ·
Schönaich ·
Sindelfingen ·
Steinenbronn ·
Waldenbuch ·
Weil der Stadt ·
Weil im Schönbuch ·
Weissach